# Sdílený prostor

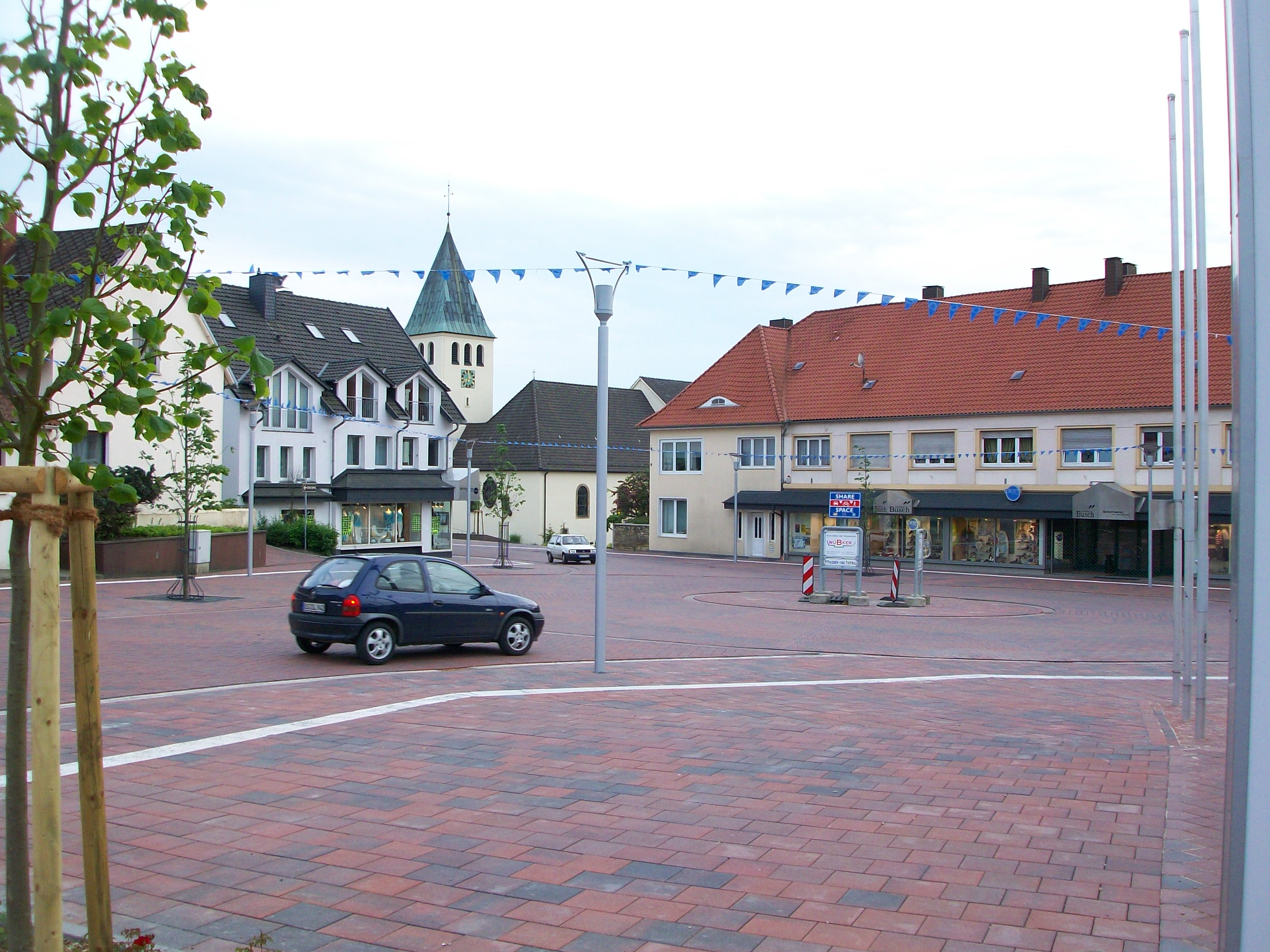
Sdílený prostor v německé obci Bohmte

Sdílený či společný prostor (anglicky: Shared space) je urbanisticko-dopravní koncept zaměřený na integrované používání veřejné prostoru. Jedním z prvních měst zavádějících tento koncept bylo nizozemské město Drachten.
Sdílený prostor odstraňuje tradiční rozdělení ulic na zóny pro motorová vozidla, chodce a další účastníky silničního provozu. Konvenční zařízení jako jsou obrubníky, dopravní značky či semafory jsou nahrazeny integrovanou, samotnými účastníky provozu regulovanou dopravu. Filosofie společného prostoru spoléhá na to, že bez cedulí pojedou řidiči opatrněji, méně agresivně, prostě více jako lidi.
V Česku je od roku 2024 možné zřizovat sdílené zóny, ale technické předpisy pro jejich navrhovaní jsou v platnosti až od poloviny ledna 2025.